# Maria Luísa de Aspremont
Maria Luísa de Aspremont (em francês:  Marie Louise d'Aspremont; Lanaken, 1651 - Madrid, 23 de outubro de 1692), foi duquesa consorte da Lorena, pelo casamento, em 1665, com o duque Carlos IV.
Era filha de Carlos II, Conde de Aspremont e Conde de Rekem, e de Maria Francisca de Mailly.
Do seu casamento com Carlos IV da Lorena não teve descendência, tendo enviuvado em 1675.
Voltou a casar em 1679, com o Conde Henrique Francisco von Mansfeld, Príncipe de Fondi, diplomata austríaco ao serviço dos Habsburgos, de quem teve duas filhas:
- Maria Ana von Mansfel (1680- ? );
- Maria Leonor von Mansfeld (1682-1747).